# محمد حصاری
محمد حصاری (زاده ١۳۶۵ ارومیه ) 